# Moneda complementaria
La moneda complementaria o medio de intercambio no es una moneda nacional, pero está pensada para ser un suplemento o complemento a una moneda nacional. Las monedas complementarias no suelen ser moneda de curso legal y su uso se basa en un acuerdo entre las partes que la adoptan como moneda de intercambio. Según Jérôme Blanc del Laboratoire d'Économie de la Firme et des Institucions, las monedas complementarias tienen por objeto el proteger, estimular u orientar la economía. Pueden ser igualmente utilizadas para promover determinados fines sociales, ambientales o políticos.
Cuando se habla de monedas complementarias, se solapan una serie de términos que pueden ser intercambiables con frecuencia. Por ejemplo, las monedas locales o comunitarias son monedas complementarias y su uso se limita a una localidad o forma de organización comunitaria (por ejemplo, empresarial o digital). Las monedas regionales son similares a las monedas locales pero se emplean en un ámbito regional geográficamente más extenso. Por su parte, las monedas sectoriales son complementarias porque se emplean en un único sector de la economía (la educación o la sanidad, por ejemplo). Existen muchas monedas privadas emitidas por organizaciones o negocios privados. También se emplean los términos moneda alternativa, moneda auxiliar, o micromoneda para referirse a la moneda complementaria.

## Historia
Durante la década de 1960 (principalmente en Canadá), los promotores de las monedas complementarias defendían su uso  como suplemento a la moneda nacional. Algunos ponían especial énfasis en su carácter complementario, dada la importancia que reviste el trabajo en cooperación con los gobiernos y los sistemas tributarios, así como con las empresas y otras instituciones[cita requerida]
Desde la década de 1980 se ha registrado un aumento constante en el número de monedas complementarias. En 1993 había 500 de ellas, y en 2003 ya habían superado la cifra de 4.000. 1]:24

## Propósito
Las monedas complementarias son a menudo diseñadas intencionadamente para abordar asuntos concretos, por ejemplo para mejorar la estabilidad financiera.[5] La mayoría de monedas complementarias tienen propósitos múltiples y/o están pensadas para abordar los más diversos asuntos. Pueden ser de utilidad para las comunidades que no disponen de un capital financiero o que quieren configurar las conductas de gasto de las personas.[6] En el informe anual mundial de 2006 sobre bases de datos y sistemas de moneda complementaria se realizó un estudio de 150 monedas complementarias que respondieron 94 personas encuestadas. Entre las razones que siempre marcaron los encuestados se encuentran: la cooperación, el desarrollo de las pequeñas y medianas empresas, la activación del mercado local, reducir la necesidad de tener una moneda nacional, y el desarrollo comunitario.
Sus fines pueden ser:
- Monedas salvavidas
- Para aumentar la estabilidad financiera.[7]
- Para reducir emisiones de carbono, fomentando el comercio y las relaciones locales
- Fomentar el uso de recursos poco utilizados[2]
- Como reconocimiento a la economía informal

## Clases
Las monedas complementarias comprenden un grupo amplio de sistemas de intercambio, monedas o pagarés diseñados para ser utilizados en combinación con monedas estándar u otras monedas complementarias. Pueden ser valoradas e intercambiadas en relación con las monedas nacionales pero pueden también funcionar como un medio de intercambio en sí mismas. Las monedas complementarias están fuera del ámbito nacional de una moneda de curso legal y por tanto no son utilizadas como tales. Al igual que ocurre con los sistemas de moneda nacional, existe una  gran variabilidad entre los sistemas de moneda complementaria y la  tasa de cambio, el ámbito de circulación y su uso en combinación con otras monedas.
Algunas monedas complementarias incorporan escalas de valor que se basan en el tiempo o tienen el respaldo de recursos reales como el oro, el petróleo o los servicios. Para asignar un valor a la moneda basada en el tiempo, se determina el tiempo extra que se requiere para prestar un servicio en horas, sin importar su posible valor en el mercado. El trueque constituye otra modalidad de moneda complementaria porque en él se intercambian bienes o servicios específicos sin que la mediación de una moneda.
En 1982 fue creado el Sistema Local de Intercambio Comercial, que es el más extendido de los sistemas de moneda complementaria creados hasta la fecha. Este se encarga de regular el intercambio de bienes y servicios entre los miembros de una cooperativa. Otros sistemas de inversiones basados en la moneda complementaria son el ASFN (la red de finanzas sociales automáticas) y la comunidad de crowdsourcing y crowd-funding Evolution RA, cuyos miembros hacen usan su propia moneda virtual, el 'Cyber-gold'. La cuota pagada por sus miembros se invierte en diversos proyectos comerciales.
Las cuotas de sobrestadía son aprovechadas por las monedas complementarias como una forma de provocar una devaluación de la moneda en forma de interés negativo. Con ello se consigue estimular los intercambios en el mercado haciendo uso de la moneda devaluada, se extiende la participación en el sistema monetario y se obliga a que la acumulación de riqueza (normalmente reservada a la moneda) se haga empleando instrumentos que soporten mejor el valor y queden protegidos de las cuotas de sobrestadía basadas en moneda (por ejemplo, la propiedad, las mejoras, la educación, la tecnología, la sanidad, las acciones y valores, y otros). 
Otras monedas complementarias de tipo experimental utilizan tasas de interés elevadas con el fin de promover una fuerte competencia entre los participantes y de desplazar la riqueza de las estructuras en las que tradicionalmente queda depositada (sean estas de tipo natural, material o en forma de propiedad). Con ello se busca una industrialización rápida, la producción en masa, la automatización y la innovación competitiva.[citation needed]
Por lo general la especulación monetaria y el juego quedan excluidos de los parámetros de diseño de las monedas complementarias. Estas tienen a menudo restricciones en cuanto a su validez en términos de área geográfica, tiempo o sector de la economía. También es posible que se pida algún tipo de afiliación a los participantes o a los establecimientos en los que la moneda es aceptada. 
Entre las monedas complementarias de carácter regional o global cabe citar el Sistema de Intercambio Comunitario, WIR y Friendly Favors, así como la propuesta de la moneda mundial terra.
La moneda comunitaria es diseñada para ser utilizada por grupos específicos y es una clase de moneda complementaria. Su fin específico es asistir en la construcción de sociedades más igualitarias, conectadas y sostenibles.

## Activistas
Entre los activistas de moneda complementaria están la  economista británica Hazel Henderson, la arquitecta alemana Margrit Kennedy, impulsora de la red de monedas locales de Baviera (Alemania), el exbanquero belga Bernard Lietaer, el holandés Henk van Arkel, director de STRO y desarrollador de Cyclos, los iniciadores de Qoin, Edgar Kampers y Rob van Hilten, el inventor del Sistema Cambio Local, Michael Linton, el inventor de Time Banking, Edgar S. Cahn, el coordinador del Centro de Recursos sobre la Moneda Complementaria, Stephen DeMeulenaere y muchos otros. Lietaer ha argumentado que las monedas nacionales del mundo son inadecuadas para las necesidades empresariales del mundo, citando cómo 87 países han experimentado serias crisis monetarias en un periodo de 20 años, y sostiene que las monedas complementarias son un modo de protegerse contra estos problemas. Lietaer también ha pronunciado conferencias sobre el trueque o permuta en la  Asociación de Comercio Recíproco Internacional (IRTA)

## Lista de monedas complementarias
| Nombre              | Tipo            | País           | Ciudad     | Continente        | Activo      | Sitio web                                                                                           |
| ------------------- | --------------- | -------------- | ---------- | ----------------- | ----------- | --------------------------------------------------------------------------------------------------- |
| Brixton Libra       | Moneda local    | Reino Unido    | Brístol    | Europa            | 2012        | https://brixtonpound.org/                                                                           |
| Bristol Libra       | Moneda local    | Reino Unido    | Brístol    | Europa            | 2012        | https://bristolpound.org/                                                                           |
| Exeter Libra        | Moneda local    | Reino Unido    | Exeter     | Europa            | 2015        | http://exeterpound.org.uk                                                                           |
| Lewes Libra         | Moneda local    | Reino Unido    | Lewes      | Europa            | 2008        | https://www.thelewespound.org/                                                                      |
| Ekopia              | Moneda local    | Reino Unido    | Findhorn   | Europa            | 2001        | https://www.ekopia.org.uk/                                                                          |
| Kingston Libra      | Moneda local    | Reino Unido    | Londres    | Europa            | 2013        | https://kingstonpound.org/                                                                          |
| Lake District Libra | Moneda local    | Reino Unido    | Cumbria    | Europa            | 2017        | https://www.lakedistrictfoundation.org/                                                             |
| Totnes Libra        | Moneda local    | Reino Unido    | Totnes     | Europa            | 2007        | https://www.facebook.com/totnespound/?ref=page_internal                                             |
| BerkShares          | Moneda local    | Estados Unidos | Pittsfield | América del Norte | 2006        | https://www.berkshares.org/                                                                         |
| Baltimore BNote     | Moneda local    | Estados Unidos | Baltimore  | América del Norte | 2010        | http://baltimoregreencurrency.org/                                                                  |
| Bay Bucks           | Moneda local    | Estados Unidos | Traverse   | América del Norte | 2002        | http://www.baybucks.org/                                                                            |
| Ithaca Horas        | Moneda local    | Estados Unidos | Nueva York | América del Norte | 1991        | http://www.ithacahours.com/ Archivado el 15 de abril de 2021 en Wayback Machine.                    |
| BNote               | Moneda local    | Estados Unidos | Baltimore  | América del Norte | 2010        | http://baltimoregreencurrency.org/                                                                  |
| Dólar de Calgary    | Moneda local    | Canadá         | Calgary    | América del Norte | 1995        | https://calgarydollars.ca/join-c-c20-free/ Archivado el 13 de noviembre de 2020 en Wayback Machine. |
| Cochrane Dollars    | Moneda local    | Canadá         | Edmonton   | América del Norte | 2017        | http://www.cochranedollar.ca/                                                                       |
| Moneda Par          | Criptomoneda    | Argentina      |            | América del Sur   | 2017        | https://monedapar.com.ar/                                                                           |
| Fureai kippu        | Sectoral Moneda | Japón          | Tokio      | Asia              | 1995        | |
| Eco-Pesa            | Moneda local    | Kenia          | Mombasa    | África            | 2010 - 2011 | |
| Sarafu Crédito      | Moneda local    | Kenia          | Mombasa    | África            | 2017        | |
| Lindi Pesa          | Moneda local    | Kenia          | Nairobi    | África            | 2016        | |